# Kostas Frantzeskos
Kōstas Frantzeskos (in greco: Κώστας Φραντζέσκος; Atene, 4 gennaio 1969) è un allenatore di calcio ed ex calciatore greco, di ruolo centrocampista.
Noto per la sua vena realizzativa su calcio di punizione, nel corso della sua carriera ha segnato ben 57 gol battendo dalla distanza.

## Carriera

### Giocatore
Frantzeskos detiene il record in Grecia per il maggior numero di gol realizzati su calcio di punizione, tutti battuti con il piede sinistro. Oltre che nel campionato greco, ne finalizzò diversi anche nelle competizioni europee, tra cui spiccano in particolare i due messi a segno contro l'Atlético Madrid nei sedicesimi di finale nella Coppa UEFA 1997-1998, di cui uno all'andata e l'altro al ritorno.
Inoltre è l'unico calciatore in Grecia ad aver realizzato una tripletta esclusivamente con calci di punizione: ciò avvenne nell'ultima giornata della stagione 1996-1997 durante la gara tra il PAOK e il Kastoria.
Paradossalmente, invece, segnava molto di rado nei calci di rigore, tanto che nel corso di un'intervista disse: La prossima volta che  otterremo un rigore e mi proporranno di batterlo, chiederò la barriera.

#### Club
Cresciuto calcisticamente nel Vouliagmeni, debuttò come professionista nel 1990 nelle file del Panathinaikos, con cui ottenne nella sua stagione d'esordio (1990-1991) il double grazie alle vittorie in campionato e coppa nazionale. Con il Panathinaikos, in 4 stagioni, totalizzò circa 100 presenze, vincendo un campionato e 3 coppe nazionali.
Nel 1994 si trasferì all'OFI Creta, con cui trascorse 2 stagioni sotto la guida di Eugène Gerards. Nella seconda metà della stagione 1996-1997 passò al PAOK, con cui collezionò oltre 100 presenze e mise a segno 45 reti.
Nel 2000 venne ingaggiato dal Kalamata, il cui obiettivo era la salvezza nella massima serie greca; nonostante il suo apporto in campo, il club non riuscì nell'impresa di salvarsi. Di conseguenza, nella stagione successiva si accasò allo Ionikos, anch'esso in lotta per non retrocedere, ma avendo disputato molte meno partite rispetto all'anno prima, nel 2002 decise di provare a rilanciarsi nel campionato cipriota di calcio, firmando per l'AEK Larnaca, dove ritrovò una maggiore continuità di risultati. Ciononostante, nel 2003 fece ritorno in Grecia, militando dapprima nell'Aris Salonicco e successivamente nel Proodeftiki, con cui terminò la carriera nel 2005.

#### Nazionale
Esordì con la nazionale greca nel 1992 in un'amichevole contro Cipro persa per 2-3. Sebbene non fosse stato successivamente convocato per il campionato del mondo 1994, contribuì alla qualificazione della Nazionale ellenica al Mondiale statunitense. La sua ultima partita in nazionale fu nel 2000 in un'amichevole contro l'Austria.
In totale ha collezionato 38 presenze e segnato 7 reti.

### Allenatore
Dal 2017 al febbraio 2021 allena le giovanili del Panathīnaïkos, per poi passare nello stesso anno prima all'Apollon Larissa poi al Larissa.

## Palmarès

### Club

#### Competizioni nazionali
- Campionato greco: 1

Panathīnaïkos: 1990-1991
- Coppa di Grecia: 3

Panathīnaïkos: 1990-1991, 1992-1993, 1993-1994